# Svend Cedergreen Bech
Svend Cedergreen Bech (* 6. Januar 1920; † 13. April 2007) war ein dänischer Historiker und Schriftsteller, der 1982 Søren-Gyldendal-Preis erhielt und vor allem als Herausgeber des 16-bändigen Dansk biografisk leksikon bekannt wurde.

## Leben
Nach dem Schulbesuch begann Cedergreen Bech 1949 ein Studium in den Fächern Geschichte und Dänische Sprache an der Universität Kopenhagen und schloss dieses 1959 mit einem Magister ab. 1960 gab er sein literarisches Debüt mit En verden i udvikling, in dem er sich mit der wirtschaftlichen und politischen Situation in einem Entwicklungsland befasste. Das Buch wurde mit Unterstützung der UNESCO von der unabhängigen Entwicklungshilfeorganisation Mellemfolkeligt Samvirke (MS) herausgegeben.
Bei der zwischen 1963 und 1965 veröffentlichten Politikens Danmarkshistorie war er Autor der Bände 6 sowie 9, die sich zum einen mit der Renaissance (Danmarks historie. Bd. 6, Reformation og Renæssance, 1533–1596), zum anderen mit der Aufklärung (Danmarks historie. Bd. 9, Oplysning og tolerance, 1721–1784) befassten. 1967 war er Herausgeber von Københavns historie gennem 800 år und außerdem Verfasser des dritten Bandes der Københavns historie mit dem Titel Storhandelens by 1720–1830. 1972 veröffentlichte er Struensee og hans tid, eine Biografie Johann Friedrich Struensee, den deutschen Arzt und Minister am dänischen Königshof zur Zeit der Aufklärung. 1975 erschien mit Brev fra Dorothea: af Charlotta Dorothea Biehls historiske breve (1975) ein Buch über die Briefwechsel der Schriftstellerin Charlotta Dorothea Biehl.
Am bekanntesten wurde er als Herausgeber der dritten Ausgabe des 16-bändigen Dansk biografisk leksikon, das in den Jahren 1979 bis 1984 erschien. Insbesondere für diese Arbeit wurde ihm 1982 zusammen mit dem Historiker Erik Kjersgaard der Søren-Gyldendal-Preis verliehen.

## Weitere Veröffentlichungen
Zu seinen weiteren Veröffentlichungen gehören:
- U-landene, 1961
- Tanzania – en ny stat i Afrika, 1965
- Den Danske Atlas og vaerkets tilblivelseshistorie, 1969
- Vestjylland – oplevet og beskrevet af Svend Cedergreen Bech, 1988, ISBN 87-00-80984-5